# Needle Sharing
Als Needle Sharing (engl. für Nadel teilen) wird das Benutzen von Kanülen und/oder Spritzen durch mehrere Konsumenten bezeichnet. Meistens findet der Begriff in der Drogenszene Verwendung. Dabei können teils nicht mehr sichtbare Blutreste über diesen Weg in die Blutlaufbahn gelangen und so Krankheitserreger wie Viren, Bakterien und Pilze übertragen werden.

## Beschreibung
Das Needle Sharing war in den 80ern sehr angestiegen. Heutzutage ist das Needle Sharing dank Angeboten zum Beispiel zum Spritzentausch oder zum „halblegalen“ Konsum (siehe auch Drogenkonsumraum) stark eingedämmt. Nach wie vor ist in Gefängnissen diese Praktik stark verbreitet, da in einem Gefängnis sehr selten sterile Spritzen zur Verfügung stehen. Die Einrichtung von Spritzenautomaten in Gefängnissen ist trotz der gesundheitlichen Vorteile politisch umstritten.
Optimaler Infektionsschutz kann, außer durch den kompletten Verzicht auf solche Drogen, nur durch die Verwendung von sterilen Werkzeugen, sowie ungestreckter Drogen erreicht werden.

## Weitere Begriffe in diesem Zusammenhang

### Drug-Sharing
Als Drug-Sharing wird der gemeinschaftliche Drogenkonsum mit nur einer Spritze verstanden. Hierbei ist das Infektionsrisiko sehr hoch, da nie ausgeschlossen ist, dass die anderen Konsumenten an einer unbemerkten Krankheit wie HIV leiden können. Der einzige Weg, das Risiko zu minimieren, ist die Verwendung von einer Spritze pro Person.

### Work-Sharing
Als Work-Sharing wird im Drogenkontext das gemeinsame Verwenden von Werkzeugen wie zum Beispiel Messer oder Transporttüten verstanden. Da auch hier niemals Keimfreiheit ausgeschlossen werden kann, sollte man seine Werkzeuge immer entsprechend sterilisieren.